# 石川県中学校の廃校一覧
石川県中学校の廃校一覧（いしかわけんちゅうがっこうのはいこういちらん）は、石川県内の廃校になった中学校の一覧。対象となるのは、学制改革（1947年）以降に廃校となった中学校、および分校である。学校名は廃校当時のもの。廃校時に中学校が所在していた自治体がその後、合併により消滅している場合は、現行の自治体に含める。また現在休校中の県内の中学校や分校も、事実上廃校となっているものが多いため、参考として本項に記載する。
（）内は、廃校になった年である。

## 金沢市
- 金沢市立三馬中学校（1948年金沢市立泉中学校開校に伴い廃校）[1]
- 金沢市立泉中学校三馬分校（1952年）[1]
- 金沢市立泉中学校米丸分校（1952年）[1]
- 金沢市立川北中学校（1952年鞍月中と統合し金沢市立浅野川中学校へ）[2]
- 金沢市立鞍月中学校（1952年川北中と統合し浅野川中へ）[2]
- 金沢市立金石中学校大野町分校（1952年4月7日）[3]
- 金沢市立金石中学校大徳分校（1952年4月7日）[3]
- 金沢市立金石中学校二塚分校（1952年4月7日）[3]
- 金沢市立金石中学校金石町分校（1953年2月12日）[3]
- 金沢市立俵中学校（1959年金沢市立紫錦台中学校へ統合）[4]
- 金沢市立田上中学校（1961年金沢市立兼六中学校へ統合）[5]
- 金沢市立内川中学校菊水分校（1954年後谷分校から改称、1965年廃校）[6]
- 金沢市立内川中学校堂分校（1965年）[6]
- 金沢市立安原中学校（1965年統合により金沢市立西南部中学校へ）[7]
- 金沢市立押野中学校（同上）[7]
- 金沢市立額中学校〈旧〉（1965年統合により西南部中となり、1971年再独立）[7]
- 金沢市立高岡町中学校（1976年金沢市立高岡中学校開校に伴い廃校）
- 金沢市立犀川中学校（1990年東浅川中と統合し金沢市立犀生中学校へ）[注釈 1]
- 金沢市立東浅川中学校（1990年犀川中と統合し犀生中へ）
- 金沢市立小将町中学校（2023年金沢市立長町中学校開校に伴い廃校）[8]
- 森本町立森本中学校〈旧〉（1958年9月1日統合により金沢市立森本中学校〈当時：森本町立〉へ）[9]
- 森本町立花園中学校（同上）[9]
- 森本町立三谷中学校（同上）[9]
- 森本町立花園中学校朝日分校（1958年9月1日森本中朝日教場、1959年9月1日冬季朝日分校となり、1960年廃校）[9]

## 七尾市
- 七尾市立袖江中学校（1951年城山中と統合し東部中へ）[10]
- 七尾市立城山中学校（1951年袖江中と統合し東部中へ）[10]
- 七尾市立北大呑中学校（1958年9月涛南中[11]と北嶺中[12]へ分割）
- 七尾市立南大呑中学校（1958年9月北大呑中の一部と統合し涛南中へ）[11]
- 七尾市立崎山中学校（1958年9月北大呑中の一部と統合し北嶺中へ）[12]
- 七尾市立徳田中学校（1961年統合により朝日中徳田教場となり、1963年完全統合）[13]
- 七尾市立高階中学校（1961年統合により朝日中高階教場となり、1963年完全統合）[13]
- 七尾市立涛南中学校（2010年統合により七尾市立七尾東部中学校へ）[14]
- 七尾市立北嶺中学校（同上）[14]
- 七尾市立東部中学校（同上）[14]
- 七尾市立香島中学校（2012年能登島中と統合し七尾市立能登香島中学校へ）[15]
- 七尾市立能登島中学校（2012年香島中と統合し能登香島中へ）[15]
- 七尾市立朝日中学校（2017年統合により七尾市立七尾中学校へ）[16]
- 七尾市立田鶴浜中学校〈2代目〉（同上）[16]
- 七尾市立御祓中学校（同上）[16]
- 石川県立七尾高等学校付設中学校（1949年）[17]
- 田鶴浜町立田鶴浜中学校〈初代〉（1958年9月1日相馬中と統合し田鶴浜中〈2代目〉へ）[18]
- 田鶴浜町立相馬中学校（1958年9月1日田鶴浜中〈初代〉と統合し田鶴浜中〈2代目〉へ）[18]
- 能登島町立東部中学校（1968年統合により能登島中へ）[15]
- 能登島町立中部中学校（同上）[15]
- 能登島町立西部中学校（同上）[15]

## 小松市
- 小松市立小松中学校上小松教場（1948年）[19]
- 小松市立小松中学校（1949年安宅中〈初代〉と統合し丸之内中へ）[19]
- 小松市立安宅中学校〈初代〉（1949年小松中と統合し丸之内中安宅分校となり、1950年再独立）[20]
- 小松市立第一中学校（1949年八代中と統合し小松市立松陽中学校へ）[21]
- 小松市立八代中学校（1949年第一中と統合し松陽中へ）[21]
- 小松市立松陽中学校今江分校（1951年）[注釈 2]
- 小松市立松陽中学校蓮代寺分校（1951年）
- 小松市立芦城中学校八幡分校（1951年10月）[22]
- 小松市立粟津中学校（1958年統合により小松市立南部中学校へ）[23]
- 小松市立矢田野中学校（同上）[23]
- 小松市立月津中学校（同上）[23]
- 小松市立那谷中学校（同上）[23]
- 小松市立丸之内中学校（1961年安宅中〈2代目〉と統合し小松市立丸内中学校へ）[19]
- 小松市立安宅中学校〈2代目〉（1961年丸之内中と統合し丸内中となり、1978年再々独立）[20]
- 小松市立南部中学校粟津教場（1961年11月）[23]
- 小松市立板津中学校〈旧〉（1962年丸内中へ統合、1984年再独立）[19]
- 小松市立丸内中学校安宅教場（1963年）[20]
- 小松市立西尾中学校（1966年統合により小松市立松東中学校へ）[24]
- 小松市立金野中学校（同上）[24]
- 小松市立大杉中学校（同上）[24]
- 小松市立瀬谷中学校（同上）[24]
- 小松市立松東中学校　（2021年4月、先行する松東みどり学園小学部と統合し義務教育学校松東みどり学園へと移行した）[25]

## 輪島市
- 輪島市立輪島中学校〈旧〉（1961年統合により松陵中輪島教場となり、1963年9月2日新校舎へ移転）[26]
- 輪島市立河原田中学校（1961年松陵中河原田教場となり、1963年9月2日廃止）[26]
- 輪島市立鵠巣中学校（1961年松陵中鵠巣教場となり、1963年9月2日廃止）[26]
- 輪島市立深見中学校（1961年松陵中深見教場となり、1963年9月2日廃止）[26]
- 輪島市立大屋中学校（1961年輪島中の一部と統合して上野台中へ）
- 輪島市立西保中学校（2007年[27]）
- 輪島市立町野中学校（2010年南志見中と統合し輪島市立東陽中学校へ）[28]
- 輪島市立南志見中学校（2010年町野中と統合し東陽中へ）[28]
- 輪島市立松陵中学校（2014年統合により輪島市立輪島中学校〈2代目〉へ）[27]
- 輪島市立上野台中学校（同上）[27]
- 輪島市立三井中学校（同上）[27]
- 門前町立門前中学校〈旧〉（1964年統合により輪島市立門前中学校〈当時：門前町立〉へ）[注釈 3]
- 門前町立浦上中学校（同上）
- 門前町立本郷中学校（同上）
- 門前町立黒島中学校（同上）
- 門前町立諸岡中学校（同上）
- 門前町立剱地中学校（1997年門前中へ統合）
- 門前町立七浦中学校（2002年門前中へ統合）

## 珠洲市
- 珠洲市立上戸中学校（1956年統合により春日中へ）[29]
- 珠洲市立飯田中学校（同上）[29]
- 珠洲市立直中学校（同上）[29]
- 珠洲市立大谷中学校清水分校（1959年）[30]
- 珠洲市立宝立中学校小屋分校（1960年8月31日）[31]
- 珠洲市立春日中学校（1968年統合により珠洲市立緑丘中学校春日教場となり、1970年完全統合）[32]
- 珠洲市立若山中学校（1968年緑丘中若山教場となり、1970年完全統合）[32]
- 珠洲市立正院中学校（1968年緑丘中正院教場となり、1970年完全統合）[32]
- 珠洲市立蛸島中学校（1968年緑丘中蛸島教場となり、1970年完全統合）[32]
- 珠洲市立馬渡中学校（1996年宝立中へ統合）[33]
- 珠洲市立上黒丸中学校（2003年緑丘中へ統合）[32]
- 珠洲市立日置中学校（2005年緑丘中へ統合）[32]
- 珠洲市立宝立中学校（2012年珠洲市立宝立小学校と統合し珠洲市立宝立小中学校〈新設の小中一貫校〉へ）[33]

## 加賀市
- 加賀市立南郷中学校（1959年加賀市立錦城中学校へ統合）[34]
- 加賀市立三谷中学校（同上）[34]
- 加賀市立動橋中学校（1962年5月1日統合により加賀市立東部中学校〈現：加賀市立東和中学校〉へ）[35]
- 加賀市立分校中学校（同上）[35]
- 加賀市立作見中学校（同上）[35]
- 加賀市立塩屋中学校（1965年錦城中へ統合）[34]
- 加賀市立橋立中学校（2025年橋立小と統合のうえ義務教育学校の加賀市立橋立海青学園へ）[36]
- 山中町立山中中学校〈旧〉（1950年統合により加賀市立山中中学校〈当時：山中町外1ケ村中学校組合立〉へ）[37]
- 西谷村立菅谷中学校（同上）[37]
- 西谷村立我谷中学校（同上）[37]
- 西谷村立大内中学校（同上）[37]
- 西谷村立片谷中学校（同上）[37]
- 西谷村立九谷中学校（1950年山中中と統合され九谷分校となり、1953年廃止）[37]
- 山中町立河南中学校（1958年7月山中中へ統合）[37]
- 山中町立荒谷中学校（1961年4月6日山中中へ統合）[37]
- 山代町立庄中学校（1952年加賀市立山代中学校〈当時：山代町立〉へ統合）[38]
- 東谷口村立東谷口中学校（1955年山代中へ統合）[38]
- 勅使村立勅使中学校（同上）[38]
- 月津村立柴山中学校（1955年加賀市立片山津中学校〈当時：片山津町立〉へ統合）[39]

## 羽咋市
- 羽咋市立邑知中学校〈旧〉（1985年余喜中と統合し羽咋市立邑知中学校〈新〉へ）[40]
- 羽咋市立余喜中学校（1985年邑知中〈旧〉と統合し邑知中〈新〉へ）[40]
- 羽咋町千里浜村学校組合立羽咋中学校（1949年統合により羽咋市立羽咋中学校〈当時：羽咋町外五ヶ村組合立〉へ）[41]

- 粟ノ保村立粟ノ保中学校（同上）[41]

- 富永村立富永中学校（同上）[41]
- 越路野村立越路野中学校（同上）[41]
- 一ノ宮村立一ノ宮中学校（同上）[41]
- 羽咋市立上甘田中学校（1959年羽咋中へ統合）[41]

## かほく市
- 七塚町立七塚中学校（1957年外日角中と統合しかほく市立河北台中学校〈当時：七塚町立〉へ）[42]
- 七塚町立外日角中学校（1957年七塚中と統合し河北台中へ）[42]
- 宇ノ気町立金津中学校（1961年かほく市立宇ノ気中学校〈当時：宇ノ気町立〉へ統合）[43]
- 高松町立八野中学校（1955年かほく市立高松中学校〈当時：高松町立〉へ統合）

## 白山市
- 白山市立吉野谷中学校（2008年統合により白山市立白嶺小中学校へ）[44]
- 白山市立尾口中学校（同上）[44]
- 白山市立白峰中学校（同上）[44]
- 白山市立河内中学校（2013年白山市立鳥越中学校へ統合）[45]
- 松任市立旭中学校（1964年白山市立松任中学校〈当時：松任市立〉へ統合）[46]
- 鶴来町立鶴来中学校〈旧〉（1950年統合により白山市立鶴来中学校〈当時：鶴来町外2ヶ村中学校組合立〉へ）[47]
- 蔵山村立蔵山中学校（同上）[47]
- 林村立林中学校（同上）[47]
- 鶴来町立一宮中学校（1957年鶴来中へ統合）[47]
- 鶴来町立舘畑中学校（1966年鶴来中へ統合）[47]
- 鳥越村立鳥越中学校〈旧〉（1948年統合により鳥越中〈新〉へ）[45]
- 鳥越村立吉原中学校（同上）[45]
- 鳥越村立河野中学校（同上）[45]
- 鳥越村立鳥越中学校阿手分校（1962年）[45]
- 美川町立美川中学校〈旧〉（1951年統合により白山市立美川中学校〈当時：美川町外2ヶ村中学校組合立〉へ）[48]
- 蝶屋村立蝶屋中学校（同上）[48]
- 湊村立湊中学校（同上）[48]

## 能美市
- 辰口町立辰口中学校国造分校（1965年）[49]

## 野々市市
- 野々市町立野々市中学校〈旧〉（1956年富奥中と統合し野々市市立野々市中学校〈当時：野々市町立〉へ）[50]
- 野々市町立富奥中学校（1956年野々市中〈旧〉と統合し野々市中〈新〉へ）[50]

## 河北郡
- 津幡町立能瀬中学校（1956年津幡町立津幡中学校へ統合）[51]
- 津幡町立井上中学校（同上）[51]
- 津幡町立別所中学校（1958年津幡中へ統合）[51]
- 津幡町立笠谷中学校（1963年津幡中へ統合）[51]
- 津幡町立刈安中学校（同上）[51]
- 津幡町立河合谷中学校（1973年津幡中から独立するも、1996年再統合）[51]
- 内灘村立大根布中学校（1960年9月1日西荒屋中と統合し内灘町立内灘中学校〈当時：内灘村立〉へ）[52]
- 内灘村立西荒屋中学校（1960年9月1日大根布中と統合し内灘中へ）[52]

## 羽咋郡
- 宝達志水町立押水中学校（2015年志雄中と統合し宝達志水町立宝達中学校へ）[53]
- 宝達志水町立志雄中学校（2015年押水中と統合し宝達中へ）[53]
- 柏崎村立柏崎中学校（1951年押水中学校組合立押水中学校〈のち：宝達志水町立〉へ統合）
- 末森村立末森中学校（同上）
- 北荘村立北荘中学校（同上）
- 中荘村立中荘中学校（同上）
- 押水町立北川尻中学校（1961年押水中へ統合）
- 志雄町立志雄中学校針山分校（1969年）
- 志賀町立志賀中学校〈旧〉（2007年高浜中と統合し志賀町立志賀中学校〈新〉へ）[54]
- 志賀町立高浜中学校（2007年志賀中〈旧〉と統合し志賀中〈新〉へ）[54]

## 鹿島郡
- 中能登町立鹿島中学校（2013年統合により中能登町立中能登中学校へ）[55]
- 中能登町立鹿西中学校（同上）[55]
- 中能登町立鳥屋中学校（同上）[55]
- 鹿島町立越路中学校（1960年鹿島中へ統合）[56]
- 鹿島町立滝尾中学校（同上）[56]
- 鹿島町立御祖中学校（同上）[56]
- 能登部町立能登部中学校（1952年鹿西中へ統合）
- 金丸村立金丸中学校（同上）
- 鹿島路村立鹿島路中学校（同上）

## 鳳珠郡
- 穴水町立諸橋中学校（1980年統合により穴水町立向洋中学校へ）[57][注釈 4]
- 穴水町立兜中学校（同上）[57]
- 穴水町立住吉中学校（同上）[57]
- 穴水町立伊久留中学校（同上）[57]
- 穴水町立上中中学校（1986年穴水中へ統合）
- 穴水町立向洋中学校（2007年穴水中へ統合）
- 能登町立瑞穂中学校（2006年鵜川中へ統合）
- 能登町立鵜川中学校（2014年能登町立能都中学校へ統合）[58]
- 能登町立小木中学校（2025年能都中へ統合）[59]
- 小木町立真脇中学校（1949年能登町立小木中学校〈当時：小木町立〉へ統合）[60]
- 松波町立不動寺中学校（1950年能登町立松波中学校〈当時：松波町立〉へ統合）[61]
- 柳田村立柳田中学校〈旧〉（1952年1月統合により能登町立柳田中学校〈当時：柳田村立〉へ）[62]
- 柳田村立上町中学校（同上）[62]
- 柳田村立当目中学校（同上）[62]
- 能都町立宇出津中学校（1964年9月1日統合により能都中へ）[58]
- 能都町立三波中学校（同上）[58]
- 能都町立神野中学校（同上）[58]

## 私立学校

### 白山市
- 叡明館中学校（1995年）[注釈 5]